# Symploce bicolor
Symploce bicolor es una especie de cucaracha del género Symploce, familia Ectobiidae.

## Distribución
Esta especie se encuentra en Haití (isla de Guanaba), Puerto Rico y República Dominicana.